# FA Cup 1878-79
Football Association Challenge Cup 1878-79 var den ottende udgave af Football Association Challenge Cup, nu til dags bedre kendt som FA Cup. 43 klubber var tilmeldt turneringen, der blev afviklet som en cupturnering. Seks af klubberne trak sig imidlertid inden deres første kamp, så turneringen fik reelt deltagelse af 37 klubber. Den første kamp blev spillet den 2. oktober 1878, og finalen blev afviklet den 29. marts 1879 på Kennington Oval i London, hvor Old Etonians FC vandt 1-0 over Clapham Rovers FC. Det var Old Etonians' første FA Cup-triumf gennem tiden. Holdet havde to gange tidligere været i finalen og tabt: i 1875 og 1876. Til gengæld var det første gang, at Clapham Rovers' spillede sig frem til FA Cup-finalen.

## Resultater

### Første runde
Første runde blev spillet i perioden 2. oktober – 16. november 1878 og havde deltagelse af 42 hold, der spillede om 21 pladser i anden runde. Eagley FC var oversidder i denne runde.
| Dato   | Kamp                                            | Res. |
| ------ | ----------------------------------------------- | ---- |
| 2.10.  | Oxford University AFC – Wednesbury Strollers FC | 7–0  |
| 19.10. | Barnes FC – Maidenhead FC                       | 1–1  |
| 28.10. | Sheffield FC – Grantham                         | 1–1  |
| 30.10. | Upton Park FC – Saffron Walden Town FC          | 5–0  |
| 2.11.  | Forest School – Rochester FC                    | 7–2  |
| 2.11.  | Old Harrovian AFC – Southill Park FC            | 8–0  |
| 2.11.  | Romford FC – Ramblers FC                        | 3–1  |
| 9.11.  | Reading FC – Hendon FC                          | 1–0  |
| 9.11.  | Royal Engineers FC – Old Foresters FC           | 3–0  |
| 9.11.  | Wanderers FC – Old Etonians FC                  | 2–7  |
| 9.11.  | Swifts FC – Hawks FC                            | 2–1  |
| 9.11.  | Cambridge University AFC – Herts Rangers FC     | 2–0  |

| Dato    | Kamp                                   | Res. |
| ------- | -------------------------------------- | ---- |
| 9.11.   | Grey Friars FC – Marlow FC             | 2–1  |
| 9.11.   | Brentwood FC – Pilgrims FC             | 1–3  |
| 16.11.  | Notts County FC – Nottingham Forest FC | 1–3  |
| –       | Darwen FC – Birch FC                   | w.o. |
| –       | Clapham Rovers FC – Finchley FC        | w.o. |
| –       | South Norwood FC – Leyton FC           | w.o. |
| –       | Panthers FC – Runnymede FC             | w.o. |
| –       | Remnants FC – Unity FC                 | w.o. |
| –       | Minerva FC – 105th Regiment FC         | w.o. |
| Omkampe |                                        |      |
| 9.11.   | Maidenhead FC – Barnes FC              | 0–4  |
| 16.11.  | Grantham FC – Sheffield FC             | 1–3  |

### Anden runde
Anden runde blev spillet den 4. december 1878 – 4. januar 1879 og havde deltagelse af de 22 hold, der var gået videre fra første runde, som spillede om 11 pladser i tredje runde.
| Dato   | Kamp                                        | Res.  |
| ------ | ------------------------------------------- | ----- |
| 4.12.  | Cambridge University AFC – South Norwood FC | 3–0   |
| 7.12.  | Darwen FC – Eagley FC                       | 0–0   |
| 7.12.  | Clapham Rovers FC – Forest School           | 10–10 |
| 7.12.  | Oxford University AFC – Royal Engineers AFC | 4–0   |
| 7.12.  | Grey Friars FC – Minerva FC                 | 0–3   |
| 18.12. | Reading FC – Old Etonians FC                | 0–1   |
| 21.12. | Swifts FC – Romford FC                      | 3–1   |
| 21.12. | Old Harrovian AFC – Panthers FC             | 3–0   |
| 21.12. | Remnants FC – Pilgrims FC                   | 6–2   |
| 21.12. | Nottingham Forest FC – Sheffield FC         | 2–0   |
| 4.1.   | Barnes FC – Upton Park FC                   | 3–2   |
| Omkamp |                                             |       |
| 21.12. | Darwen FC – Eagley FC                       | 4–1   |

### Tredje runde
Tredje runde blev spillet den 11. januar – 6. februar 1879 og havde deltagelse af de ti af de elleve hold, der var gået videre fra tredje runde. På grund af det ulige antal deltagere var Swifts FC oversidder og gik dermed videre til kvartfinalerne uden kamp.
| Dato  | Kamp                                         | Res. |
| ----- | -------------------------------------------- | ---- |
| 11.1. | Old Etonians FC – Minerva FC                 | 5–2  |
| 28.1. | Old Harrovian AFC – Nottingham Forest FC     | 0–2  |
| 30.1. | Remnants FC – Darwen FC                      | 2–3  |
| 6.2.  | Clapham Rovers FC – Cambridge University AFC | 1–0  |
| 6.2.  | Oxford University AFC – Barnes FC            | 2–1  |

### Kvartfinaler
Kvartfinalerne havde deltagelse af de seks hold, der gik videre fra tredje runde, som spillede om tre pladser i semifinalerne.
| Dato         | Kamp                                         | Res. |
| ------------ | -------------------------------------------- | ---- |
| 13.2.        | Old Etonians FC – Darwen FC                  | 5–5  |
| 25.2.        | Nottingham Forest FC – Oxford University AFC | 2–1  |
| 8.3.         | Clapham Rovers FC – Swifts FC                | 8–1  |
| Omkamp       |                                              |      |
| 8.3.         | Old Etonians FC – Darwen FC                  | 2–2  |
| Anden omkamp |                                              |      |
| 15.3.        | Old Etonians FC – Darwen FC                  | 6–2  |

### Semifinale
Semifinalen havde deltagelse af to af de tre hold, der gik videre fra kvartfinalerne. På grund af det ulige antal hold, var Clapham Rovers FC oversidder i denne runde og gik derfor videre til finalen uden kamp.
| Dato  | Kamp                                   | Res. | Spillested              |
| ----- | -------------------------------------- | ---- | ----------------------- |
| 22.3. | Old Etonians FC – Nottingham Forest FC | 2–1  | Kennington Oval, London |

### Finale
| Dato  | Kamp                                | Res. | Tilskuere | Spillested              |
| ----- | ----------------------------------- | ---- | --------- | ----------------------- |
| 29.3. | Old Etonians FC – Clapham Rovers FC | 1–0  | 5.000     | Kennington Oval, London |